# Senedjemib Mehi
Senedjemib, mit schönem Namen Mehi, war ein altägyptischer Wesir und Architekt.

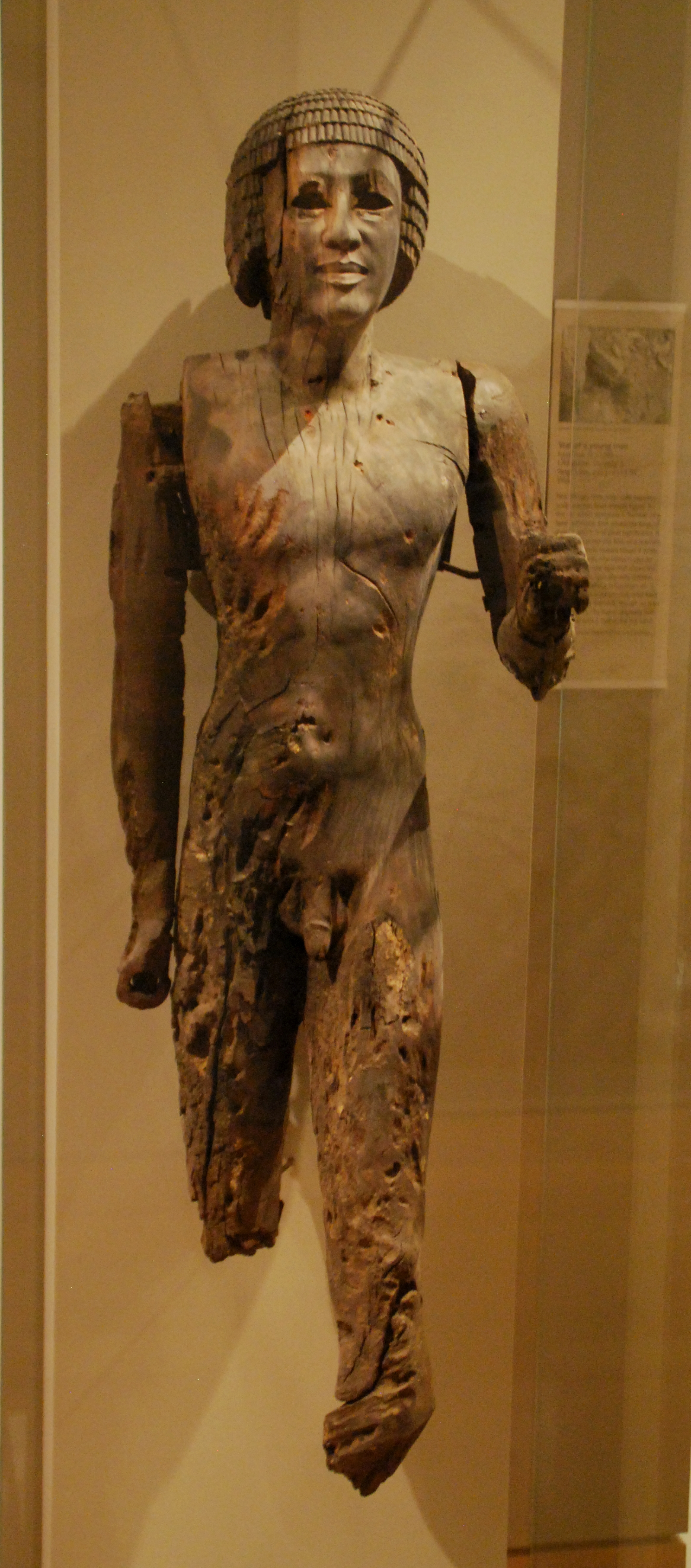
Vermutlich Statue des Senedjemib Mehi, Museum of Fine Arts, Boston, Inventar-Nr. 13.3466

Senedjemib Mehi war der leitende Architekt von Pharao Unas (zwischen 2353 und 2323 v. Chr.) in der 5. Dynastie des Alten Reichs. Er gehörte zu einer Familie von altägyptischen Architekten, die von der Regierungszeit des Djedkare bis zur Regentschaft des Pepi II. als Architekten im Dienst der ägyptischen Herrscher standen. Seine Eltern waren Senedjemib Inti und dessen Frau Tjefi. Senedjemib Mehi war mit Khentkaus, einer Tochter des Pharaos verheiratet, unklar ist, ob sie Tochter des Djedkare oder des Unas war. Sie hatten drei Kinder, die Söhne Senedjemib, Mehi und die Tochter Khentkaus. Alle Angehörigen der Familie wurden in demselben Grabkomplex, dem Mastaba-Grab G 2378 (= LG 26) in der Nekropole von Gizeh bestattet. Die heute im Museum of Fine Arts in Boston ausgestellte Holzstatue mit der Inventar-Nr. 13.3466 stellt laut William Stevenson Smith Senedjemib Mehi dar, wohingegen George Andrew Reisner und Edward Brovarski sie eher dem namenlose Besitzer des Grabes G 2385 zuordnen.